# فلاديمير بوبوفيتش (كرة سلة)
فلاديمير بوبوفيتش مواليد 10 أبريل 1982 في فاليفو، جمهورية صربيا الاشتراكية، هو لاعب كرة سلة صربي معتزل. لعب مع زلاتوروج لاشكو من سنة 2001 إلى 2003، ثم لعب مع نادي رادنيتشكي كراغوييفاتس لكرة السلة في موسم 2008–2009، ثم لعب مع نادي ميغا لكرة السلة في موسم 2011–2012.

## روابط خارجية
- فلاديمير بوبوفيتش (كرة سلة) على موقع الدوري الأوروبي لكرة السلة (الإنجليزية)
- فلاديمير بوبوفيتش (كرة سلة) على موقع كرة السلة الأوروبية.كوم (الإنجليزية)
- فلاديمير بوبوفيتش (كرة سلة) على موقع بروبوليرز (الإنجليزية)